# Johan Asplund (sociolog)
Karl Johan Asplund, född 19 maj 1937 i Jakobstad, död 13 november 2018 i Lunds domkyrkodistrikt, var en finlandssvensk sociolog och socialpsykolog, som bland annat intresserade sig för social interaktion och etnometodologi. 

## Biografi
Asplund blev filosofie kandidat 1960 och filosofie licentiat 1965. Han blev docent vid Göteborgs universitet 1967 och professor i psykologi vid Köpenhamns universitet 1972. Han lämnade denna professur 1982 men erhöll 1985 en forskarprofessur i kultursociologi vid Humanistisk-samhällsvetenskapliga forskningsrådet med placering vid Lunds universitet. Han var även hedersledamot i Svenska Deckarakademin. Asplund är begravd på Östra kyrkogården i Lund.

## Verk
Asplund skrev bland annat Om undran inför samhället, med dess nyckelbegrepp aspektseende. Två andra av hans mest lästa böcker är Det sociala livets elementära former (1987), där han analyserar stora delar av den klassiska socialpsykologiska forskningen med dess experiment, och lanserar sin övergripande teori att människan generellt är socialt responsiv, och Essä om Gemeinschaft och Gesellschaft (1991), där han förklarar och diskuterar dessa begrepp skapade av den tyske sociologen Ferdinand Tönnies.

## Priser och utmärkelser
- 1991 – Läkerols svenska kulturpris "för sina idékritiska essäer, som präglas av skarpsinne, integritet och osviklig språkkänsla"
- 1997 – Kellgrenpriset
- 2003 – John Landquists pris
- 2007 – Svenska Akademiens essäpris